# Les Sauterelles
Les Sauterelles war eine Schweizer Band um Toni Vescoli, die besonders in den 1960er-Jahren Erfolge feierte. Mit der Single Heavenly Club schaffte die Band 1968 den eigentlichen Durchbruch.

## Bandgeschichte

### Gründung und Entstehen des Bandnamens
Gegründet wurden die Urformation der Les Sauterelles im September 1962. Es war mehr ein Zufall, als Toni Vescoli am 19. September 1962 zwei Studenten aus der französischsprachigen Schweiz kennenlernte, die in Zürich studierten. Gleich wie Toni Vescoli waren sie im Radiostudio Brunnenhof in Zürich erschienen, um an der Vorausscheidung für ein Gitarren-Festival in Lausanne teilzunehmen. Zu diesem Zeitpunkt hatte Toni Vescoli bereits Kontakt zu dem Schlagzeuger François Garzoni.
Mehr als einige wenige Probetermine überstand diese Gründungsformation jedoch nicht. Zu unterschiedlich waren die Vorstellungen der beiden Westschweizer Bandmitglieder und jene von Toni Vescoli und François Garzoni betreffend Prioritätensetzung und verfügbarer Zeit. So kam es schon wenige Wochen nach der Bandgründung zur Trennung. Wie lose damals die Kontakte zu den beiden Studenten waren, zeigt die Tatsache, dass heute nicht einmal deren Namen bekannt sind. Doch ein Erbe haben sie unverkennbar hinterlassen, den „französisch“ klingenden Bandnamen Les Sauterelles (auf Deutsch „Die Heuschrecken“).

### Neue Bandmitglieder und erste Konzerte als Profi-Band
Toni Vescoli (Gesang/Gitarre) und François Garzoni (Schlagzeug) gaben ihre Pläne einer eigenen Rock-’n’-Roll-Band nicht auf. Auf ein Inserat hin meldete sich Toni Vescoli bei einem Gitarren-Lehrer, welcher Schüler suchte, die sich im Rock ’n’ Roll ausbilden wollten. Toni Quero konnte jedoch keine Schüler vermitteln, schlug sich aber gleich selber als Bandmitglied (Leadgitarrist) vor und brachte auch noch Günter Sohr als zweiten Gitarrist in die Band ein. Etwas schwieriger erwies sich die Suche nach einem Bassgitarristen. Vorerst sprang Peter Furrer ein, der jedoch keine Absicht zeigte, sich längerfristig zu engagieren.
Die Band gab ihre ersten Konzerte meist in Jugendkellern. Die technische Ausrüstung wr anfänglich sehr improvisiert, die Band konnte sich aber bald auf Abzahlung professionellere Instrumente und Verstärker leisten. Musikalisch galten The Shadows als Vorbild.
Otto Ritschard, der Freund von Toni Vescolis Schwester Vera, bekundete ebenfalls grosses Interesse, der Band beizutreten. Otto Ritschard wurde in die Band als Bassgitarrist aufgenommen, obwohl er vorgängig noch nie auf einer Gitarre gespielt hatte. Da mit Toni Quero sich jedoch ein Gitarrenlehrer in der Band befand, konnte ihm dieser das nötige Wissen beibringen.
Bereits im Frühling 1963 standen die Les Sauterelles vor einem ersten grossen Umbruch. Toni Vescoli hatte seine Ausbildung als Hochbauzeichner erfolgreich abgeschlossen, verwarf jedoch seine Pläne für ein Architekturstudium an der Uni und wollte lieber als Profimusiker tätig sein. François Garzoni (kaufmännische Weiterbildung) und Günter Sohr waren jedoch nicht bereit, diesen Schritt ebenfalls zu gehen. Beide verließen die Band. Toni Quero brachte als neuen Drummer Otto Bumbacher in die Band ein. Beide kannten sich von früheren gemeinsamen Auftritten in einem Unterhaltungsorchester.
Noch musste Toni Vescoli im Sommer/Herbst 1963 die Rekrutenschule absolvieren, bevor sein Traum als Profimusiker umgesetzt werden konnte. Am 26. Dezember 1963 war es dann so weit, die Band hatte in Laax ihr Profi-Engagement, das jedoch wegen Schneemangels und ausbleibenden Gästen nur bis zum 1. Januar dauerte. Ergänzt wurde die Band inzwischen von Tonis Schwester Vera im Bereich Gesang und Tanzeinlagen.

### The Swiss Beatles

Toni Vescoli (1967)

Obwohl schon bald weitere Engagements angesagt waren, konnten die Bandmitglieder vorerst noch nicht alleine von der Musik leben. Mit dem cleveren Schachzug, sich ergänzend auch als The Swiss Beatles anzupreisen, wurde ihr Bekanntheitsgrad jedoch rasch deutlich gesteigert, was sich auch auf die Anzahl der Engagements auswirkte. Schon bald waren die Les Sauterelles zeitlich voll mit ihrer Musik ausgelastet. Dass die Les Sauterelles trotz ihres neuen Übernamens The Swiss Beatles anfänglich nur gerade zwei Beatles-Songs im Repertoire hatten, tat dem Erfolg keinen Abbruch.
In St. Moritz spielten die Les Sauterelles, ergänzend zur „Haus-Band“ als „Attraktionsband“ auf. Dabei ergab sich ein „fliegender Wechsel“, indem „im gegenseitigen Einvernehmen“ Otto Bumbacher zum „Haus-Orchester“ wechselte, dies im „Abtausch“ mit Peter Steffen.
Die Les Sauterelles wurden mittlerweile auch in der Westschweiz und im Tessin engagiert. Ihr Musikstil richtete sich weiterhin mehrheitlich nach der Musik der The Shadows. Weniger erfolgreich erwies sich das erste Auslandsengagement in Köln. Der Musikstil der Les Sauterelles war nicht erwünscht, und das geplante Monatsengagement endete deshalb nach wenigen Tagen.

### Pause und Neustart
Die Enttäuschung des gescheiterten Auslandsengagements in Köln saß tief. Die Band musste sich intensiv mit der Frage beschäftigen, ob ihr Musikstil oder Musikrepertoire noch zeitgemäss war, da vom Publikum, unter anderem durch das Aufkommen der Rolling-Stones, auch härtere und lautere Töne erwartet wurden. Erschwerend kam hinzu, dass trotz gewisser Erfolge und Engagements noch nicht das grosse Geld verdient werden konnte. Toni Quero konnte sich mit einer neuen Ausrichtung nicht anfreunden und verließ die Band. Aber auch Toni Vescoli erwog einen möglichen Ausstieg aus der Band und träumte davon, sich im Ausland einer Band (als Bassgitarrist) anzuschliessen. Die Unsicherheit über die zukünftige Ausrichtung und Konzertengagements bewegte auch Peter Steffen, sich anderweitig als Drummer den Lebensunterhalt zu verdienen.
Obwohl nun ein Drummer und Leadgitarrist fehlten, ließ Toni Vescoli sich von den verbliebenen beiden Bandmitgliedern überzeugen, mit den Les Sauterelles weiterzumachen.
Als neuer Gitarrist wollte Bruno Merz gerne einsteigen. Doch da er wie Toni Vescoli nur die Rhythmusgitarre beherrschte, wurde Toni Vescoli quasi verpflichtet, die Leadgitarre zu übernehmen. Da zu dieser Zeit die Engagements ausblieben, mussten die Bandmitglieder anderweitig den notwendigen Lebensunterhalt verdienen. Toni Vescoli und Otto Ritschard erhielten eine Anstellung bei der Sihlpost. Durch diesen Nachtjob erhielt Toni Vescoli die notwendige Zeit, um tagsüber seinen neuen Part als „Leadgitarrist“ einzuüben.
Erfolgreich zeigte sich auch die Suche nach einem neuen Drummer, der sich in der Person von Jörg Stocker, einem gelernten Automechaniker, finden ließ. Im Herbst 1964 waren die Les Sauterelles in neuer Formation mit modernerem Repertoire und vielstimmigem Gesang wiederauferstanden.
Toni Vescoli und Otto Ritschard nahmen einen etwas leichteren Job beim Blick an, wenig später folgten auch Jörg Stocker (kündigte seine Anstellung als Zahntechniker) und Bruno Merz zum selben Arbeitgeber. Doch das Ziel der Bandmitglieder war anders gesetzt: den Lebensunterhalt als Profimusiker zu bestreiten.

### Das Leben als Profiband

Les Sauterelles (1967)

Bereits beim ersten Profi-Engagement in Arosa bekam Toni Vescoli stimmliche Probleme. Den Rat des Arztes auf Schonung der Stimmbänder konnte und wollte Toni Vescoli nicht annehmen. Dies mit gewissen Folgen, denn Toni Vescoli konnte jahrelang seine Kopfstimme nicht mehr gebrauchen, derweil auch seine „normale“ Stimme ihren unverkennbaren Ton erhielt.
Teilweise auch auf Publikumsreaktionen hin machte sich die Band Gedanken, sich von ihrer weiblichen Stimme zu trennen, da Vera Vescoli vom Typ her nicht ins Bild einer Beat-Band passte. Eine Entscheidung, die sich in der Band nicht einfach kommunizieren ließ, handelte es sich bei Vera doch um Toni Vescolis Schwester sowie um die Lebenspartnerin von Otto Ritschard. Obwohl Toni Vescoli anfänglich, als das Anliegen an ihn herangetragen wurde, dieses Vorgehen verwarf, konnte er sich nach gewisser Zeit mit diesem Gedanken anfreunden.
Anlässlich eines Konzertes in Luzern nahm das Versteckspiel ein Ende. Toni Vescoli teilte die Entscheidung der Band seiner Schwester und deren Lebenspartner und Bassist Otto Ritschard mit. Vera Vescoli verließ noch am selben Abend weinend die Band, aber Otto Ritschard konnte nach einem Wutanfall überzeugt werden, vorerst noch zu bleiben. Da die Band jedoch davon ausging, dass Otto mit dem Rauswurf seiner Lebenspartnerin die Band ebenfalls verlassen werde, fanden bereits vorgängig Gespräche mit seinem Ersatz statt. Freddy Mangili, vorher im Trio The Valentinos engagiert, trat neu als Bassist und Sänger den Les Sauterelles bei.
Die Les Sauterelles wurden zu einer modernen „Beat-Tanzband“. Die Band war im Sommer 1965 mit Engagements in diversen Zürcher Lokalen ausgelastet. Aus gesundheitlichen Gründen (Lungenschatten) musste im Spätsommer Drummer Jörg Stocker etwas kürzertreten und ließ sich vom ehemaligen Mitglied Peter Stettler und etwas später von Mandi Trappletti vertreten. Im August traten die Les Sauterelles im Hallenstadion als Vorgruppe beim Konzert von Cliff Richard & The Shadows auf, dank einer ärztlichen Sonderbewilligung mit Jörg Stocker am Schlagzeug.
Die Band veröffentlichte am 15. September 1965 ihre erste Single Hongkong / Forget it All. Im Oktober 1965 ging sie ins Studio, um zusammen mit der Zürcher Gruppe The Counts und der Basler Band The Dynamites das Album Swiss Beat Live einzuspielen. Bereits im November wurde in Genf die zweite Single I’m a prisoner / Tonight eingespielt.
Ende 1965, Anfang 1966 wurde Freddy Mangili zuerst provisorisch, später dann definitiv durch Enzo (Heinz) Ernst ersetzt. Am Schlagzeug wurde Jörg Stocker durch Düde (Kurt) Dürst ersetzt, Ende Mai verließ Bruno Merz die Band und wurde durch Rolf Antener ersetzt. Im April wurde die Single I Love How You Love Me / Janet aufgenommen. Herausragendes Ereignis in der Bandgeschichte war eine Konzerttour in die CSSR im Mai 1966, was in der Zeit des Eisernen Vorhangs doch ein gewisses Aufsehen erregte. Ende September erschien die erste eigene LP Les Sauterelles, Ende des Jahres die nächste Single Hey Girl / Routine.
Am 17. Januar 1966 heiratete Bandleader Toni Vescoli „gegen den Willen der Bandkollegen“ seine Frau Ruthli.
Anfangs 1967 verkrachte sich Toni Vescoli mit seinen Bandmitgliedern. Die Band konnte sich jedoch wieder einigen und stand im März 1967 für die nächste Single Aiuto… va sempre male! / Il quinto non lo paghi wieder im Studio. Als weiterer Höhepunkt der Bandgeschichte zählt der 14. April 1967, als die Band im Vorprogramm direkt vor den Rolling-Stones spielen konnte. Im April/Mai folgte die zweite Tournee in die CSSR. Die Band übernahm bei ihren Auftritten die Flower-Power-Bewegung. Ende August 1967 verließ Enzo (Heinz) Ernst die Band, Willy Oechslin stieg neu ein.

### Durchbruch mit HitHeavenly Club
Ein weiterer Wechsel steht anfangs 1968 an. Willi Oechslin verließ nach nur wenigen Monaten die Band bereits wieder und wurde durch Peter Rietmann ersetzt. Bei Konzertauftritten wurde die Band mit vielen Gastmusikern (Streicher, Dixie Band, Kinderchor) ergänzt. Mit der Single Heavenly Club erreichte die Band ihren größten Erfolg. Die Scheibe hielt sich 13 Wochen in den schweizerischen Charts, davon 6 Wochen auf Position 1. Heavenly Club war damals der erste Schweizer Song, der es in der offiziellen Hitparade auf Platz 1 geschafft hat. Gesungen wurde der Song nicht vom sonstigen Leadsänger Toni Vescoli, sondern von Gitarrist Rolf Antener. Das sehr effektive Streicher-Arrangement für diesen Song schrieb – auf Anfrage von Toni Vescoli – der mit dem absoluten Musikgehör ausgestattete sinfonische Berufsmusiker Erwin Ernst Kunz, Zürich (1937–1982, Tonhalle-Orchester-Musiker, Zürich und Musiktheoretiker). Er orchestrierte auch weitere Musiktitel der Sauterelles für ihr Album View to Heaven. Diese zur Band bestens passenden Streicher-Arrangements wurden in einem Tonstudio in Ludwigsburg, ebenfalls unter Leitung von Erwin Ernst Kunz mit deutschen sinfonischen Berufsmusikern aufgenommen. Im August erschien das zweite Album View to Heaven. Trotz des Erfolges stand die Band Ende des Jahres vor einer ungewissen Zukunft, als „Düde“ (Kurt) Dürst seinen Austritt ankündigte. Auf privater Ebene wurde Toni Vescoli am 13. Juli 1968 mit der Geburt seiner Tochter Natalie Vater.

### Band-Ende
Das Jahr 1969 war geprägt von diversen Wechseln in der Bandbesetzung, die einzige feste Komponente war einzig Bandleader Toni Vescoli. Vorerst schrumpfte die Band um Toni Vescoli mit Fioretta und Bernadette Wälle auf ein Trio, welches später mit Mike Stoffner und Werner Fröhlich wieder ergänzt wurde. Werner Fröhlich stellte jedoch ein Ultimatum und wurde darauf als Bassist von Turo Paschayan ersetzt. Rolf Antener stieß wieder zur Band hinzu. Bald schon waren die beiden Mädels Fioretta und Bernadette Wälle wieder weg, dafür ersetzte Roberto Carlotto den erst 1968 zur Band gestossenen Keyboarder Fritz 'Little Fritz' Trippel „die neuen Sauterelles“ (Toni Vescoli, Rolf Antener, Mike Stoffner, Turo Paschayan, Roberto Carlotto). Trotz dieser vielen personellen Wechsel veröffentlichten die Les Sauterelles im 1969 gleich drei Singles.
Der Niedergang der Les Sauterelles nahm 1970 seinen Lauf – finanzielle Probleme, immer weniger Auftritte. Toni Vescoli stellte das Ultimatum, die Les Sauterelles als Amateurband weiterleben zu lassen oder sie zu beenden. Die anderen Bandmitglieder lehnten den Vorschlag einer Amateurband ab, was Toni Vescoli veranlasste, eine Todesanzeige zu veröffentlichen.

### Die Reunionen der Band und definitives Ende
Kaum aufgelöst, kam es im Jahr 1971 bereits zur ersten Reunion in der Besetzung von Anfang 1966 mit Toni Vescoli, Düde Dürst, Enzo Ernst und Bruno Merz. Nach einigen wenigen Auftritten (Zofingen, Davos) endete noch im selben Jahr die erste Reunion. Toni Vescoli konzentrierte sich in der Folge auf seine Solo-Karriere.
Zwischen den Jahren 1988 und 1993 kam es (gemäß Zählweise der Band) zu weiteren vier Reunions, dies in unterschiedlicher Besetzung. Es folgten diverse Auftritte an Konzerten und Fernsehsendungen.
Ab dem Jahr 1996 fanden die Bandmitglieder erneut für eine Reunion zusammen. Neben kleineren Festivals und Konzerten traten die Les Sauterelles am 12. Juli 1998 am Out in the Green-Festival im Vorprogramm von Bob Dylan und Joe Cocker auf.
Ende 2007 traten die Les Sauterelles in der Formation mit Toni Vescoli, Düde Dürst, Freddy Mangili und Peter Glanzmann auf. Mittels Zuschauer-Voting wurden die Les Sauterelles in das Finale um den „Grössten Schweizer Hit“ gewählt, welcher am 2. Dezember 2007 im Schweizer Fernsehen ausgestrahlt wurde, konnten sich dort aber nicht unter den ersten Drei platzieren.
Im September 2012 erschien das Best-Of-Album "Yesterday".
Im April 2013 erschien das neue Studioalbum „Today“.
2014 traten die Les Sauterelles am Heitere Open Air in Zofingen auf.
2018 traten Les Sauterelles in Boswil (Aargau) im Chillout auf. Ebenso im Luzerner Stadtkeller, wo sie im Dezember 2019 ihr letztes Konzert gaben. Nach dem Tod von Bassist Freddy Mangili hat sich die Band von der Bühne verabschiedet.

## Diskografie

### Singles
| Jahr | Titel Album                  | Höchstplatzierung, Gesamtwochen, AuszeichnungChartsChartplatzierungen (Jahr, Titel, Album, Platzierungen, Wochen, Auszeichnungen, Anmerkungen) | Anmerkungen                |
| Jahr | Titel Album                  | CH | Anmerkungen                |
| ---- | ---------------------------- | --- | -------------------------- |
| 1968 | Heavenly Club View to Heaven | CH1 (13 Wo.)CH | Erstveröffentlichung: 1968 |

Weitere Singles
- 1965 – Hongkong / Forget it All
- 1965 – I’m a Prisoner / Tonight
- 1966 – I Love How You Love Me / Janet
- 1966 – Hey Girl / Routine
- 1967 – Ajuto… va sempre male! / Il quinto non lo paghi
- 1967 – Routine / Senza ti te
- 1968 – Montgolfier / Big old sun
- 1969 – Be Crazy and Dance (Part One) / Be Crazy and Dance (Part Two)
- 1969 – And the Sun Will Shine / I Threw it All Away
- 1969 – Stadion on Third Avenue / All Alone
- 1973 – Hongkong 73 / It was a Long Time Ago
- 1981 – Heavenly Club / Montgolfier (Reissue)
- 2012 – It's Nothing / Evry 5th is Free (aufgenommen 1967)
- 2012 – Brucerai / It's Nothing (aufgenommen 1967)

### Alben (LP)
- 1965 – Swiss Beat Live
  - Liverpool / Cadillac / Hongkong / What Kind Of Girl are You / The Price of Love / div. Songs mit The Dynamites / div. Songs mit The Counts
- 1966 – Les Sauterelles
  - I'll Feel a Whole Lot Better / Neon City / Cheryl's Goin' Home / Four Strong Winds / No No No No / I Love How You ove Me / Desolation Row / Every Little Thing / Springtime / Much too Much / Chains of Love / She Belongs to Me / Hey Girl
- 1968 – View to heaven
  - Montgolfier / Big Old Sun / Hippie Soldier / Hello, One Kiss, Goodbye / Good New Times / Where Have All the Flowers Gone / Silly Damsel / Heavenly Club / Homage / Hotel Continental / Dream Machine / It's All Over Now Baby Blue / Auf Wiedersehen
- 1981 – Heavenly Club (Release View to Heaven)

### CD-Pressungen
- 2001 – Swiss Beat Live (analog LP 1965)
- 1990 – View to Heaven (analog LP 1966)
- 2002 – The Columbia Recordings 65 – 67
  - The Beat Goes On
  - Talking 'bout You / The Price of Love / Mr. Tambourine Man / Italo Medley / Montgolfier / Sgt. Pepper’s Lonely Hearts Club Band / Lucy in the Sky with Diamonds / Paperback Writer / And Your Bird Can Sing / Taxman / Hongkong / Walking the Dog / Cadillac / Kinks-Medley / Heavenly Club / Dream Machine / Roll Over Beethoven / Don't Let Me Down
- 2012 – Yesterday
- 2013 – Today